# Morti nel 2000/Settembre
| Questa pagina contiene informazioni ricavate automaticamente dalle voci biografiche con l'ausilio del template Bio e di un bot. L'aggiornamento è periodico e automatico e ricostruisce completamente la pagina. Se manca una persona in questa lista, sei pregato di non aggiungerla, ma accertati piuttosto che la sua voce biografica contenga il template Bio e che i dati anagrafici siano correttamente compilati. Se il template Bio manca, inseriscilo tu stesso o, in alternativa, metti l'avviso {{tmp\|Bio}} che ne segnala la mancanza. Se i dati riportati sono sbagliati, correggi direttamente la voce biografica; le modifiche saranno visibili in questa lista entro pochi giorni. Per chiarimenti vedi il progetto biografie. La lista contiene solo le 113 persone che sono citate nell'enciclopedia e per le quali è stato implementato correttamente il template Bio. Pagina aggiornata al 10 feb 2025. |

- 1º settembre - August Lütke-Westhues, cavaliere tedesco (n. 1926)
- 1º settembre - Guido Tagliaferri, fisico italiano (n. 1920)
- 2 settembre - Vicente Asensi, calciatore spagnolo (n. 1919)
- 2 settembre - Giovanni Giraudo, funzionario e politico italiano (n. 1912)
- 2 settembre - Heinz Harmel, generale tedesco (n. 1906)
- 2 settembre - Ognjen Petrović, calciatore jugoslavo (n. 1948)
- 2 settembre - Elvera Sanchez, ballerina statunitense (n. 1905)
- 2 settembre - Curt Siodmak, scrittore, regista e sceneggiatore statunitense (n. 1902)
- 3 settembre - Edward Anhalt, sceneggiatore statunitense (n. 1914)
- 4 settembre - David Brown, bassista statunitense (n. 1947)
- 4 settembre - Mihály Mayer, pallanuotista ungherese (n. 1933)
- 4 settembre - Antonio Ruberti, ingegnere e politico italiano (n. 1927)
- 4 settembre - Mary Shepard, artista e illustratrice britannica (n. 1909)
- 4 settembre - Augusto Vargas Alzamora, cardinale e arcivescovo cattolico peruviano (n. 1922)
- 5 settembre - Carlo M. Cipolla, storico italiano (n. 1922)
- 5 settembre - Mario Maurelli, arbitro di calcio italiano (n. 1914)
- 5 settembre - George Musso, giocatore di football americano statunitense (n. 1910)
- 5 settembre - Gian Luigi Polidoro, regista, attore e sceneggiatore italiano (n. 1927)
- 6 settembre - Kees van Aelst, pallanuotista olandese (n. 1916)
- 6 settembre - Félix Huete, calciatore spagnolo (n. 1914)
- 6 settembre - Nino Ramishvili, ballerina, coreografa e direttrice artistica georgiana (n. 1910)
- 6 settembre - Fritz Ruchay, calciatore tedesco (n. 1909)
- 6 settembre - Jürgen Schütze, pistard tedesco (n. 1951)
- 6 settembre - Aleksander Skiba, pallavolista e allenatore di pallavolo polacco (n. 1945)
- 6 settembre - Roger Verey, canottiere polacco (n. 1912)
- 7 settembre - Albano Canazza, calciatore italiano (n. 1962)
- 7 settembre - Eigil Nielsen, calciatore, pallamanista e imprenditore danese (n. 1918)
- 8 settembre - Luca Abort, cantante italiano (n. 1964)
- 8 settembre - John Aloysius O'Keefe, astronomo e geodeta statunitense (n. 1916)
- 9 settembre - Herbert Friedman, fisico statunitense (n. 1916)
- 9 settembre - Veerasamy Ringadoo, politico mauriziano (n. 1920)
- 9 settembre - Peter Robinson, allenatore di calcio e calciatore inglese (n. 1922)
- 10 settembre - Émilien Méresse, calciatore francese (n. 1915)
- 10 settembre - William Nierenberg, fisico statunitense (n. 1919)
- 10 settembre - Cesare Valle, ingegnere e urbanista italiano (n. 1902)
- 11 settembre - Ham Heung-chul, allenatore di calcio e calciatore sudcoreano (n. 1930)
- 11 settembre - Martin James Monti, militare statunitense (n. 1921)
- 12 settembre - Giuseppe Auletta, giurista italiano (n. 1913)
- 12 settembre - Gary Olsen, attore britannico (n. 1957)
- 12 settembre - Alfredo Pasotti, ciclista su strada italiano (n. 1925)
- 12 settembre - Giuseppe Poggi Longostrevi, medico e dirigente d'azienda italiano (n. 1936)
- 12 settembre - Stanley Turrentine, sassofonista statunitense (n. 1934)
- 12 settembre - Florentino Zabalza Iturri, vescovo cattolico spagnolo (n. 1924)
- 13 settembre - Giorgio Fuà, economista italiano (n. 1919)
- 13 settembre - Jānis Gilis, calciatore e allenatore di calcio sovietico (n. 1943)
- 13 settembre - Rolf Kauka, fumettista, illustratore e pittore tedesco (n. 1917)
- 13 settembre - Pedro Morales Torres, allenatore di calcio cileno (n. 1932)
- 13 settembre - Duane Swanson, cestista statunitense (n. 1913)
- 14 settembre - Derek Rocco Barnabei, statunitense (n. 1967)
- 14 settembre - George Christopher, politico greco (n. 1907)
- 14 settembre - Lucy Goldner, nuotatrice austriaca (n. 1918)
- 14 settembre - Igor' Lužkovskij, nuotatore sovietico (n. 1938)
- 14 settembre - Beah Richards, attrice e drammaturga statunitense (n. 1920)
- 15 settembre - Mario Andreo, cestista italiano (n. 1938)
- 15 settembre - Sīdī Muḥammad Belkebīr, giurista e teologo algerino (n. 1911)
- 15 settembre - Dino Ferrari, pittore italiano (n. 1914)
- 15 settembre - David Flusser, storico e biblista israeliano (n. 1917)
- 16 settembre - Şükriye Dikmen, pittrice turca (n. 1918)
- 16 settembre - Angelo Mammì, calciatore italiano (n. 1943)
- 16 settembre - Aleksandra Petrova, modella russa (n. 1980)
- 16 settembre - Vladan Vahala, cestista ceco (n. 1971)
- 17 settembre - Georgij Gongadze, giornalista ucraino (n. 1969)
- 17 settembre - Paula Yates, conduttrice televisiva, scrittrice e giornalista britannica (n. 1959)
- 18 settembre - Chen Yuefang, cestista cinese (n. 1963)
- 19 settembre - Joseph Epes Brown, antropologo e storico delle religioni statunitense (n. 1920)
- 19 settembre - Ann Doran, attrice statunitense (n. 1911)
- 19 settembre - Fulvio Mingozzi, attore italiano (n. 1925)
- 19 settembre - Karl Robatsch, scacchista e botanico austriaco (n. 1929)
- 19 settembre - Gloria Talbott, attrice statunitense (n. 1931)
- 20 settembre - Dorothy Emmet, filosofa britannica (n. 1904)
- 20 settembre - Jeanloup Sieff, fotografo francese (n. 1933)
- 20 settembre - German Stepanovič Titov, cosmonauta sovietico (n. 1935)
- 20 settembre - Yasuyoshi Tokuma, produttore cinematografico giapponese (n. 1921)
- 21 settembre - Maria Grazia Gatti Randi, imprenditrice e dirigente d'azienda italiana (n. 1924)
- 21 settembre - Ettore Guatelli, scrittore italiano (n. 1921)
- 21 settembre - Riccardo Misasi, politico italiano (n. 1932)
- 21 settembre - Leonid Rogozov, medico sovietico (n. 1934)
- 21 settembre - Frederic Seaman, hockeista su prato indiano (n. 1906)
- 22 settembre - Yehuda Amichai, poeta e scrittore israeliano (n. 1924)
- 22 settembre - Vincenzo Fagiolo, cardinale e arcivescovo cattolico italiano (n. 1918)
- 22 settembre - Saburō Sakai, aviatore giapponese (n. 1916)
- 22 settembre - Otto Walzhofer, calciatore e allenatore di calcio austriaco (n. 1926)
- 23 settembre - Václav Migas, calciatore cecoslovacco (n. 1944)
- 24 settembre - Jaan Eslon, scacchista svedese (n. 1952)
- 24 settembre - Jean Malléjac, ciclista su strada francese (n. 1929)
- 24 settembre - Paew Snidvongseni, ballerina thailandese (n. 1903)
- 24 settembre - Gabrielle Vincent, scrittrice, disegnatrice e illustratrice belga (n. 1928)
- 25 settembre - Michele Celidonio, politico e imprenditore italiano (n. 1913)
- 25 settembre - Buster Matheney, cestista statunitense (n. 1956)
- 25 settembre - Tokujiro Namikoshi, medico giapponese (n. 1905)
- 25 settembre - R. S. Thomas, poeta e scrittore gallese (n. 1913)
- 26 settembre - Baden Powell de Aquino, chitarrista e compositore brasiliano (n. 1937)
- 26 settembre - Jaroslav Cháňa, calciatore cecoslovacco (n. 1899)
- 26 settembre - Luigi Gedda, medico, attivista e editore italiano (n. 1902)
- 26 settembre - Paul Joseph Marie Gouyon, cardinale e arcivescovo cattolico francese (n. 1910)
- 26 settembre - Aleksandras Lileikis, militare lituano (n. 1907)
- 26 settembre - Richard Mulligan, attore statunitense (n. 1932)
- 26 settembre - Enzo Nannini, ciclista su strada italiano (n. 1925)
- 26 settembre - Carl Sigman, poeta e paroliere statunitense (n. 1909)
- 27 settembre - Mario Arillo, militare italiano (n. 1912)
- 27 settembre - Isaac Oceja, allenatore di calcio e calciatore spagnolo (n. 1915)
- 27 settembre - Oh Yeon-kyo, calciatore sudcoreano (n. 1960)
- 28 settembre - Peter Gennaro, coreografo e ballerino statunitense (n. 1919)
- 28 settembre - Pote Sarasin, politico thailandese (n. 1905)
- 28 settembre - Mario Semoli, calciatore italiano (n. 1921)
- 28 settembre - Pierre Trudeau, avvocato e politico canadese (n. 1919)
- 29 settembre - Myles Ferguson, attore canadese (n. 1981)
- 29 settembre - Paola Levi-Montalcini, pittrice italiana (n. 1909)
- 30 settembre - Gregorio Esperón, calciatore e allenatore di calcio argentino (n. 1917)
- 30 settembre - Zoran Gopčević, pallanuotista jugoslavo (n. 1955)
- 30 settembre - Mario Valota, schermidore svizzero (n. 1918)
- 30 settembre - Joseph Weber, fisico e docente statunitense (n. 1919)
- 30 settembre - Howard Winstone, pugile britannico (n. 1939)